# オノレクワガタ属
オノレクワガタ属（Onorelucanus）は、コウチュウ目・クワガタムシ科に属される、クワガタムシの一属である。
また、南アメリカ特産種で、原名亜種がエクアドルに生息することが確認されている。

## 形態
10-15mm　
- 形態的にも分類的にも、サメハダクワガタ属とギアナクワガタ属に比較的近縁な種類。

また、大アゴの形状はサメハダクワガタ（P. mandibularis）に類似し、胸部の形状はウメダギアナクワガタ（C. umedai）に似る。
前翅は一部が赤く、大アゴはメスとあまり変わらない。
頭部は共に大きい。

## 生態
現在情報が圧倒的に少なく、この属の種数もわかっていない。
- オノレクワガタ Onorelucanus aequatorianus エクアドル